# Pésaro e Urbino
Pésaro e Urbino é uma província italiana da região das Marcas, com cerca de 349.737 habitantes e densidade de 121 hab/km². Está dividida em 67 comunas, sendo a capital Pésaro.
Faz fronteira a norte com a região da Emília-Romanha (províncias de Rímini e de Forlì-Cesena) e com San Marino, a este com o mar Adriático, a sudeste com a província de Ancona, a sul com a região da Úmbria (província de Perugia) e a oeste com a Toscana (província de Arezzo).